# Етнопсихология
Етнопсихологията е един от клоновете на психологията, който разглежда като свой предмет характеристиките на психичните особности на различни раси и народи; клон на социалната психология. Интердисциплинарна област на знанието, възникнала на пресечната точка на две науки – културната антропология и психологията.

## История
Терминът „етническа психология“ или „народопсихология“ (на немски: Völkerpsychologie) е предложен през втората половина на 19. век от германските философи и лингвисти Хейман Щайнтал и Мориц Лацарус, които се опитват да обосноват концепция за етническата психология и да формулират нейните задачи. Въз основа на психологията на Йохан Фридрих Хербарт и работейки с понятието „народен дух“ от позициите на разбирането на Хербарт (по аналогия с индивидуалното съзнание), те се опитват да докажат на страниците на списанието „Психология на народите и лингвистика“ (на немски: Zeitschrift fur Völkerpsychologie und Sprachwissenschaft), основано от тях през 1859 г., че езикът, религията, правото, изкуството, науката, битът, обичаите и т.н., в крайна сметка се обясняват в психологията на народите като носители на колективния разум, воля, чувства, характер, темперамент и пр. Според това разбиране всички явления в обществения живот са своеобразна „еманация на народния дух“. Задачата на психологията на народите като отделна наука е да разбере психологически същността на духа на народа, да открие законите, по които протича духовната дейност на народите.
Вилхелм Вунд критикува интелектуализма на възгледите на Щайнтал и Лацарус и излага също толкова идеалистично волунтаристично разбиране за същността и задачите на етническата психология. Вунд вярва, че психологията на хората не може да зависи пряко от психологическите характеристики на индивидите, които съставляват народа. С други думи, законите, по които работи психологията на народите, не съвпадат със законите на психологията на личността. Като основни единици за обективно описание на психологията на народите Вунд предлага използването на езика, митовете и обичаите. Така според Вунд основната изследователска задача е да се обяснят – от гледна точка на психологията – моделите, наблюдавани в езика, митовете и обичаите на хората.
В САЩ етнопсихологията развиват Маргарет Мийд, Рут Бенедикт, Абрам Кардинер и Ралф Линтън.

## Цели
Етнопсихологията има за цел: проблемите на нацията, национализма, националните малцинства и етническите общности от етнопсихологическа гледна точка. Представят се основните етапи в развитието на етнопсихологическата мисъл в света и специално с развитието на народопсихологията. Основните понятия, които очертават теоретичната рамка на съвременната етнопсихология – национална психика, национален характер и национална идентичност.
Съвременните актуални проблеми на етнопсихологията – етнически предразсъдъци, етнически конфликти, национални малцинства, емигрантска народопсихология, проблемите на национализма, трансформацията на съвременните нации, етнопсихологически измерения на глобализацията.